# Stricken Blind; or, To Forgive Is Divine
Stricken Blind; or, To Forgive Is Divine è un cortometraggio muto del 1908. Il nome del regista non viene riportato nei credit del film.

## Produzione
Il film fu prodotto dalla Vitagraph Company of America.

## Distribuzione
Distribuito dalla Vitagraph Company of America, il film - un cortometraggio di 130 metri - uscì nelle sale cinematografiche statunitensi il 18 luglio 1908.
La pellicola sopravvive in una copia incompleta depositata alla Library of Congress. Si crede che la copia sia l'unica ancora esistente.